# Elachertus silvensis
Elachertus silvensis är en stekelart som först beskrevs av Girault 1913.  Elachertus silvensis ingår i släktet Elachertus och familjen finglanssteklar. Inga underarter finns listade i Catalogue of Life.